# كدية سيدي عبد القادر
كدية سيدي عبد القادر هي أعلى قمة في جبال الأطلس البليدي، تصل ارتفاعها إلى 1629 م.